# Danilovići
Danilovići (cyr. Даниловићи) – wieś w Bośni i Hercegowinie, w Republice Serbskiej, w gminie Rudo. W 2013 roku liczyła 54 mieszkańców.